# كورا بيل بروستر
كورا بيل بروستر (1859 - 25 يوليو 1937) كانت طبيبة وجراحة وكاتبة طبية ومحررة أمريكية. عملت كجراحة أمراض النساء وشاركت في تأسيس مجلتين طبيتين مع شقيقتها الطبيبة فلورا الزورا بروستر.

## النشأة والتعليم
ولدت كورا بيل بروستر في ألموند، نيويورك، في 6 سبتمبر 1859. وكانت الابنة الثالثة لإفرايم ج. بروستر (ت 1868) وماري بورديك بروستر. كانت ماري بروستر عضوًا في معمدانيي اليوم السابع.
من جانب الأب، تنحدر بروستر من عائلة كامبل في اسكتلندا، التي كانت ذات أصول إنجليزية واسكتلندية. كانت من نسل الشيخ ويليام بروستر، رئيس الآباء الحجاج. يمكن إرجاع نسبها إلى التاريخ الإنجليزي قبل هبوط سفينة المايفلاور.
كان من بين شقيقات بروستر، أليس دلفين بروستر (مواليد 1861)، وفيديليا أديلين بروستر (مواليد 1865)، وفلورا الزورا بروستر، (طبيبة)، وأشقائها لوثر بالمر بروستر (مواليد 1858) وليونارد ثورب بروستر (مواليد 1868).
أثناء وجودها في المدرسة الإعدادية، عُرفت بروستر باسمها الأوسط «بيل». تلقت تعليمها جزئيًا في جامعة ألفريد، حيث درست لمدة خمس سنوات.

## مهنتها المبكرة وكلية الطب
تركت بروستر المدرسة وعملت مدرّسة لعدة سنوات، بما في ذلك في المدرسة الثانوية في سميثبورت، بنسلفانيا.
في عام 1877، انتقلت بروستر إلى شيكاغو وحصلت على دورة خاصة في جامعة نورث وسترن. بعد أن تركت المدرسة، بدأت العمل كوكيل مشتريات لمصنع قبعات كبير في شيكاغو. وبعد ثلاث سنوات في شيكاغو، مرضت وانتقلت إلى بالتيمور، ماريلاند. وهناك تحسنت صحتها وبدأت بدراسة الطب.
تخرجت بروستر من كلية الأطباء والجراحين في بوسطن في مايو 1886. وخلال فترة دراستها، أمضت ثمانية عشر شهرًا تعمل في مستشفى بلفيو في مدينة نيويورك. ثم ذهبت إلى باريس بفرنسا وأنهت دراستها.

## بالتيمور
عند عودتها من أوروبا عام 1886، انتقلت بروستر إلى بالتيمور، وبدأت ممارسة مهنتها في علاج الأمراض النسائية، وأنشأت مصحة في 1027 شارع ماديسون. جهزتها بالكامل بكل ما هو مطلوب لمؤسسة كهذه، مع طاقم مكون من هيئة من الأطباء والممرضات المدربين. وقدموا خدمات العلاج الجراحي والكهربائي والحمامات العلاجية.
في عام 1889، بدأت في عام 1889 في نشر مجلة بالتيمور لصحة الأسرة بالشراكة مع أختها الطبيبة فلورا أ.بروستر. في عام 1901، غيرت اسم المجلة إلى مجلة نصائح المعالجة المثلية والصحة، أنشأت مجلة مستشفى تضم مجموعة من عشرة محررين. انفصلت شراكة الشقيقتان في عام 1892.
في عام 1890، انتُخبت بروستر كجراحة أمراض نسائية في مستشفى المعالجة المثلية والمستوصف المجاني في ماريلاند، تحت رعاية جمعية ميريلاند الطبية المثلية. كانت عضوًا في جمعيات مقاطعة كولومبيا وميريلاند السريرية، وفي الجمعية الطبية لولاية ميريلاند، وفي المعهد الأمريكي للمعالجة المثلية.

## حياتها الشخصية
لم تتزوج بروستر أبدًا. في يوليو 1898، تبنت طفلًا رضيعًا، فيكتور هاميلتون، وغيرت لقبه إلى بروستر. كانت عضوًا في كنيسة براون ميموريال بارك أفينيو المشيخية في بالتيمور.
تورطت بروستر في العديد من الدعاوى القضائية الشخصية. في عام 1900، زعمت فلورا بروستر أن أختها كورا فتحت رسائل فلورا من دون سلطة لها بذلك، لكنها لم تحاكم. في عام 1903، رفعت كريستيانا بورلز دعوى قضائية ضد كورا بروستر في المحكمة العليا للحصول على تعويض قدره 5000 دولار أمريكي عن الإصابات المزعومة التي لحقت بها أثناء عملها في نقل الفحم من قبو بروستر. في عام 1905، ألقت كل من كورا وفلورا القبض على خادم بتهمة السرقة. في عام 1906، اتُهمت كورا بروستر بضرب طفل في عملها وغُرّمت 5 دولارات أمريكية.
توفيت كورا بيل بروستر في 25 يوليو 1937 في دوفر، نيوجيرسي بسبب التهاب عضلة القلب المزمن.

## أعمالها
- مجلة صحة الأسرة.
- مجلة نصائح المعالجة المثلية والصحة